# Boletinellus
Boletinellus là một chi nấm thông trong họ Boletaceae (phân bộ Sclerodermatineae của Boletales). Chi này đã được mô tả lần đầu bởi nhà nghiên cứu nâm My William Alphonso Murrill in 1909.

## Danh sách loài
- B. exiguus
- B. glandulosus
- B. intermedius
- B. merulioides
- B. monticola
- B. proximus
- B. purpureus
- B. rompelii